# Cheyenne County (Kansas)
Cheyenne County ist ein County im Bundesstaat Kansas der Vereinigten Staaten. Der Verwaltungssitz (County Seat) ist St. Francis. Das U.S. Census Bureau hat bei der Volkszählung 2020 eine Einwohnerzahl von 2616 ermittelt.

## Geographie
Das County liegt im äußersten Nordwesten von Kansas, grenzt im Norden an Nebraska, im Westen an Colorado und hat eine Fläche von 2644 Quadratkilometern, wovon zwei Quadratkilometer Wasserfläche sind. Es grenzt in Kansas im Uhrzeigersinn an folgende Countys: Rawlins County und Sherman County.

## Geschichte
Cheyenne County wurde am 6. März 1873 als Original-County aus freiem Territorium gebildet. Benannt wurde es nach dem Indianervolk der Cheyenne.
Drei Bauwerke und Stätten des Countys sind im National Register of Historic Places eingetragen.

## Demografische Daten
Nach der Volkszählung im Jahr 2000 lebten im Cheyenne County 3165 Menschen in 1360 Haushalten und 919 Familien im Cheyenne County. Die Bevölkerungsdichte betrug 1 Einwohner pro Quadratkilometer. Ethnisch betrachtet setzte sich die Bevölkerung zusammen aus 97,91 Prozent Weißen, 0,13 Prozent Afroamerikanern, 0,09 Prozent amerikanischen Ureinwohnern, 0,32 Prozent Asiaten, 0,03 Prozent Bewohnern aus dem pazifischen Inselraum und 0,98 Prozent aus anderen ethnischen Gruppen; 0,54 Prozent stammten von zwei oder mehr Ethnien ab. 2,59 Prozent der Bevölkerung waren spanischer oder lateinamerikanischer Abstammung.
Von den 1360 Haushalten hatten 27,6 Prozent Kinder unter 18 Jahren, die mit ihnen gemeinsam lebten. 60,1 Prozent waren verheiratete, zusammenlebende Paare, 5,1 Prozent waren allein erziehende Mütter und 32,4 Prozent waren keine Familien. 30,8 Prozent aller Haushalte waren Singlehaushalte und in 17,3 Prozent lebten Menschen mit 65 Jahren oder darüber. Die Durchschnittshaushaltsgröße betrug 2,29 und die durchschnittliche Familiengröße betrug 2,85 Personen.
23,8 Prozent der Bevölkerung waren unter 18 Jahre alt. 5,1 Prozent zwischen 18 und 24 Jahre, 22,7 Prozent zwischen 25 und 44 Jahre, 21,8 Prozent zwischen 45 und 64 Jahre und 26,6 Prozent waren 65 Jahre alt oder älter. Das Durchschnittsalter betrug 44 Jahre. Auf 100 weibliche Personen kamen 97,3 männliche Personen. Auf 100 erwachsene Frauen ab 18 Jahren kamen 92,4 Männer.
Das jährliche Durchschnittseinkommen eines Haushalts betrug 30.599 USD, das Durchschnittseinkommen einer Familie betrug 34.816 USD. Männer hatten ein Durchschnittseinkommen von 24.976 USD, Frauen 19.569 USD. Das Prokopfeinkommen betrug 17.862 USD. 7,4 Prozent der Familien und 9,4 Prozent der Bevölkerung lebten unterhalb der Armutsgrenze.

## Orte im County
- Bird City
- Saint Francis
- Wheeler

Townships
- Benkelman Township
- Bird City Township
- Calhoun Township
- Cleveland Run Township
- Jaqua Township
- Orlando Township
- Wano Township